# Андроник Панонски
Свети Андроник (гръцки:Ανδρόνικος) е християнски водач от 1 век, споменат от апостол Павел в „Послание до Римляните“ 16:7. Според тази строфа Андроник е „сродник“ и „съзатворник“ на свети Павел. В Източноправославната традиция е един от Седемдесетте апостоли.
Той става епископ на Панония и умира като мъченик. Неговият празник и този на Света Юния са чествани от Източноправославната църква на 17 май.